# Spanyol inkvizíció
A spanyol inkvizíció (spanyolul: Tribunal del Santo Oficio de la Inquisición) 1478-ban alakult meg Spanyolországban, Aragóniai Ferdinánd és Kasztíliai Izabella uralkodása alatt, IV. Szixtusz pápa jóváhagyásával. Kezdetben itt is a pápa nevezte ki az inkvizítorokat, később a király vette a kezébe a spanyol inkvizíció ügyét. 
Nemcsak egyes keresztényeket üldöztek, hanem az áttért muzulmánokat és zsidókat is. Az inkvizíció sehol sem tombolt oly kegyetlenül, mint itt, a katolikus királyok által kormányzott Spanyolországban.
A hírhedt autodafé az inkvizíció egyik legsötétebb fejezetét jelenti. A spanyol inkvizícióból fejlődött ki a mexikói , ami majdnem egészen a függetlenség kivívásáig működött (1820).

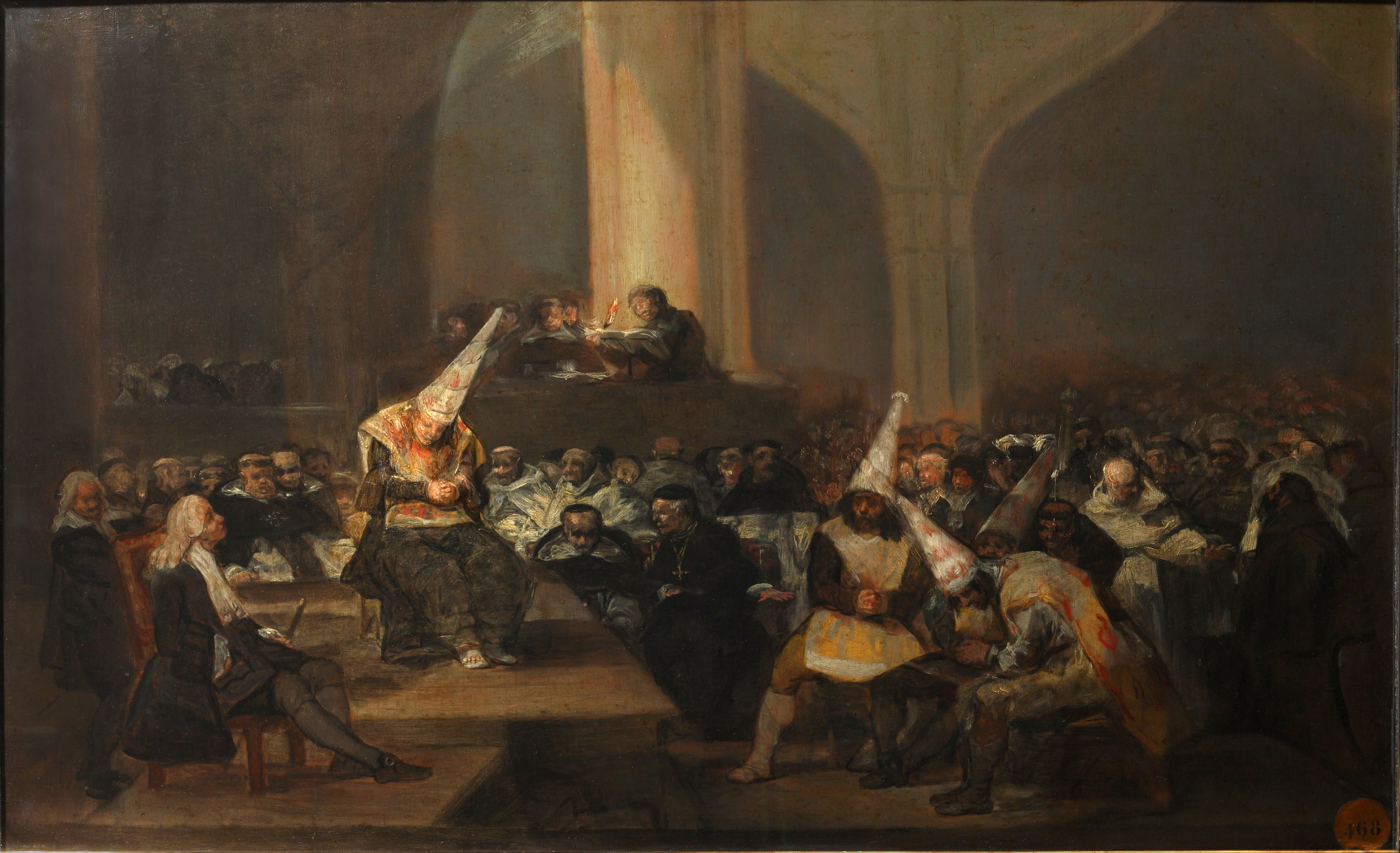
Francisco de Goya: Az inkvizíció törvényszéke

## Története

### Előzmények
Kasztíliában a 15. század második feléig az inkvizíció, mint állandó intézmény nem létezett. Aragóniában az első inkvizíciós törvényszéket Bernardo püspök 1233-ban Léridában alakította meg. A pápa 1238-ban Aragóniában hivatalosan létrehozta az inkvizíciót, amely különösen erélyesen működött a Franciaországgal határos egyházmegyékben.
A 14. század második felében az aragóniai inkvizítor tisztségét a dominikánus Nicolas Eymerich  (1320–1399)
töltötte be, aki kíméletlenül üldözte a spiritualistákat, a különféle árnyalatú eretnekeket, a zsidókat, a boszorkányokat és a katolikus egyház más igazi vagy koholt ellenségeit. Túlzott buzgalma nagy felháborodást váltott ki a lakosság körében, ami I. János aragóniai királyt arra késztette, hogy ne csak lemondjon szolgálatairól, hanem ki is utasítsa őt az országból.
A 15. században újból megélénkült az aragóniai inkvizítorok tevékenysége. Összefogdosták Wycliffe követőit és más eretnekeket s megfelelő módon leszámoltak velük.
Még inkább bátorságra kaptak az inkvizítorok a 15. század utolsó negyedében, alapjában három esemény hatására: Aragónia és Kasztília Spanyol Királysággá egyesült, amelyhez a szicíliai koronát és Navarrát is hozzácsatolták; az Ibériai-félsziget déli része felszabadult a mór uralom alól és egyesült Spanyolországgal; s végül felfedezték és meghódították Amerikát, minek következményeként Spanyolország a világ első és legnagyobb gyarmati hatalma lett, a tengerek ura, mérhetetlen kincsek birtokosa.
A spanyol korona azonosította érdekeit az egyház érdekeivel, melynek doktrínáját felhasználta pozícióinak megszilárdítására. Granadának a móroktól történt elhódítása után a spanyol uralkodó címéhez a „katolikus” címet fűzték hozzá. Amerika felfedezésével és V. Károly német császárnak a spanyol trónra lépésével Spanyolország a nyugati világ legerősebb hatalmává vált. A pápai trónra spanyolokat választottak a 15. század második felében kétszer Rómában pedig spanyol csapatok parancsoltak. Most már nem a pápaság, hanem Spanyolország tartott igényt arra, hogy a keresztény állam olyan sajátos modelljévé váljék, amely az egyházi feladatokat megvalósítja, és terjeszti a világ pogány népei között, nevezetesen Amerika felfedezett és meghódított területein.

### A spanyol inkvizíció
Az „új” inkvizíciót Spanyolországban 1478-1483 között hozták létre. 1474-ben Kasztília trónját I. Izabella, II. Ferdinánd szicíliai királynak, egyben Aragónia trónörökösének a felesége foglalta el. 1479-ben meghalt II. János aragóniai király, s birtokai Ferdinándra szálltak. Ily módon a házaspár jogara alatt egyesítette Kasztíliát, Aragóniát és Szicíliát, 1492-ben Granada visszahódítása után pedig egész Dél-Spanyolországot is.
1477-ben Barberis szicíliai inkvizítor megjelent Sevillában, ahol Izabella és Ferdinánd megerősítették kiváltságait és meghatalmazását. Barberis javasolta a királyi párnak, hogy Spanyolországban hozzák létre az inkvizíciót, mert ez segítségükre lesz hatalmuk megszilárdításában.
1478 őszén IV. Szixtusz, a pénzsóvár és züllött életű pápa, külön bullával felhatalmazta Ferdinándot és Izabellát, hogy hozzák létre Kasztíliában az inkvizíciót.
1481 elején a szent törvényszék berendezkedett a sevillai dominikánus kolostorban és munkához látott. Az „új keresztények” (áttért zsidók, mórok) között pánik tört ki. Sokan megváltoztatták nevüket és lakhelyüket, elrejtőztek barátaiknál vagy rokonaiknál. Mások gyorsan felszámolták ügyeiket, és külföldre menekültek.
A szent törvényszék az összes világi hatóságoknak megparancsolta, hogy 15 napon belül tartóztassák le azokat a mórokat és zsidókat, akik megváltoztatták lakhelyüket, szállítsák őket Sevillába, és kobozzák el a vagyonukat. E parancs végrehajtásában segédkeztek az ún. Szent Testvériség (Hermandad) tagjai; ezek fegyveres osztagok voltak, amelyeket közvetlenül a királyi parancsok végrehajtására hoztak létre 1476-ban Ferdinánd király bátyjának a parancsnoksága alatt.
A letartóztatott „új keresztényeket” Kasztília minden részéből Sevillába szállították, ahol kolostorokban és a Triane kastélyban helyezték el. Rövidesen tömeges kivégzések kezdődtek. A letartóztatottak közül azokat, akik nem voltak hajlandók magukat bűnösnek elismerni, kiközösítették az egyházból és máglyára küldték. Akik megtagadták bűneiket, azok testi fenyítéssel, börtönbüntetéssel, vagyonelkobzással megúszták.
Az inkvizíció munkája mind nagyobb lendületet vett. A tennivalókkal már nem tudott megbirkózni az 1480-ban kinevezett két inkvizítor. 1482-ben IV. Szixtusz néhány új inkvizítort nevezett ki Spanyolországba. Köztük első ízben találkozunk Tomás de Torquemada dominikánus szerzetesnek, a királyi pár gyóntatójának, a „judaizáló” eretnekség kíméletlen üldözőjének a nevével.
1483 nyarán IV. Sixtus rendeletet adott ki, mellyel Kasztíliában létrehozta az állandó szent törvényszéket, élén a fő- vagy legfelsőbb
inkvizítorral. Ezt a spanyol korona előterjesztésére a pápa nevezte ki, de minden cselekedetéről csakis a koronának tartozott számot adni.
A főinkvizítor jogot kapott arra, hogy a korona beleegyezésével tartományi inkvizítorokat nevezzen ki.
Főinkvizítorrá Tomás de Torquemadát nevezték ki. Ő saját magát a következő címmel illette: 
„Mi, Thomas Torquemada testvér, a prédikáló szerzetesek rendjének szerzetese, a segoviai Szent Kereszt kolostor priorja, uralkodóink, a király és a királyné gyóntatója, valamennyi királyságuk és birtokuk főinkvizítora az eretnek romlottság ellen, akit az apostoli Szentszék nevezett ki és hatalmazott meg.” 
1483 őszén a pápa a kasztíliai főinkvizítor hatáskörét kiterjesztette Aragóniára, Valenciára és Katalóniára.
1492-ben a spanyol korona elhatározta, hogy „zseniális módszerrel” növeli meg a szent törvényszék klientúráját, és egyben megtölti saját kincstárát is. Ez év tavaszán királyi rendeletet tettek közzé, amely előírta a zsidóknak, hogy három hónapon belül térjenek át a katolikus vallásra, vagy pedig
hagyják el Spanyolországot, s ez utóbbi esetben egész vagyonukat elkobozzák a királyi kincstár javára.
Nincsenek pontos adatok arról, hogy az 1492. évi királyi rendeletet követően hány zsidó hagyta el az országot vagy tért át a kereszténységre. Különböző források szerint a Spanyolországból kiűzött zsidók száma 105 ezertől 800 ezerig terjed, s körülbelül 50 ezren vették fel a kereszténységet.
A pápaság kettős játéka az „új keresztények” sorsával a XVI. század elejéig tartott. Akkor VI. Sándor pápa, aki maga is spanyol származású volt, és aki a spanyol konkvisztádorok által rabolt azték és inka kincsek nem kis részét kapta meg véglegesen megszüntette Róma „beavatkozását” a spanyol inkvizíció ügyeibe, s az áldozatoknak megtiltotta, hogy az inkvizíció elleni panaszaikkal hozzá forduljanak. E határozat következtében a spanyol inkvizíció jogot kapott arra, hogy bárkivel, bármilyen eszközök igénybevételével leszámoljon.

### Tomás de Torquemada
Tomás de Torquemadát tekintik a spanyol inkvizíció igazi megteremtőjének és ideológusának. Tizennyolc éven keresztül állt az inkvizíciós törvényszék élén. A fanatikus Torquemadát, aki élete fő célját a marannusok  kiirtásában látta, kegyetlenség, álnokság, bosszúállás és kolosszális energia jellemezte. Mindez azzal a bizalommal párosulva, melyet Izabella és Ferdinánd tanúsítottak iránta, Spanyolország igazi diktátorává tette őt.

### Mórok
1492-ben a spanyolok visszahódították a Granadai Emírséget. Ekkor Ferdinánd és Izabella a móroknak megígérték, hogy a spanyolokkal azonos jogokat fognak kapni, és a muszlim vallást szabadon gyakorolhatják. De ez az ígéret csak arra szolgált, hogy ne teljesítsék.
Egy évvel Torquemada halála után, 1499-ben Cisneros  bíboros, az új főinkvizítor kampányt indított a mórok áttérítéséért. Granadában elvették a móroktól fő mecsetjüket, Cisneros kopói Granada lakóitól elkobozták az arab könyveket, s ünnepélyes autodafékon elégették őket.
Az erőszakoskodások felháborították a mór lakosságot, és Granadában felkelés tört ki. A spanyolok éppen erre vártak. Fegyverrel letörték az ellenállást, és Cisneros a korona nevében ultimátumot intézett a mórokhoz: térjenek át a katolikus vallásra, vagy távozzanak Spanyolországból, de hátra kell hagyniuk minden vagyonukat, sőt még váltságdíjat is kell fizetniük. A mórok egy része áttért a kereszténységre, más részük elhagyta Spanyolországot, sokan pedig folytatták a fegyveres ellenállást, amelyet véglegesen 1501-ben nyomtak el. A volt granadai királyság mórjai ekkor már valamennyien áttértek a keresztény hitre. Egy év elteltével a korona kötelezte a Spanyolország más vidékein élő muszlim mórokat is, hogy vagy térjenek át a katolikus vallásra, vagy hagyják el Spanyolországot. Ezek többségükben kézművesek és parasztok voltak, s a spanyol hatóságoknak nem volt éppen ellenükre, hogy kifosszák őket, elvegyék jogaikat és engedelmes cselédeikké tegyék őket. Sorsukat megpecsételte V. Károly 1525-i rendelete, amely szerint Spanyolországban a muszlim vallást csak rabszolgák gyakorolhatják.

### Mások üldözése
Spanyolország a XVI. század első felében a katolikus ellenreformáció bástyájává vált. Az időben az inkvizíció alaposan megtisztította a spanyol értelmiséget és az egyetemeket mindazoktól, akiket az erazmizmus (Erasmus követői), a protestantizmus és a humanizmus iránti szimpátiával gyanúsítottak. Sokan közülük, hogy megmentsék életüket, kénytelenek voltak a nekik tulajdonított eretnek eltévelyedéseket megtagadni,
keresztülmenni az autodafé szertartásain, sanbenitót  viselni.

### Index
1526-ban az inkvizíció a legszigorúbb cenzúrát vezette be a könyvekre és más nyomtatott kiadványokra. 1546-tól fogva időről időre kiadta a tiltott könyvek indexét, amely sokkal szélesebb körű volt, mint amit a pápai inkvizíció adott ki. Ezekre az indexekre felvették a „fő eretnekek” valamennyi művét, a zsidókat és a mórokat dicsőítő könyveket, az élő nyelvű bibliafordításokat, az élő nyelveken megjelent imakönyveket, a humanisták műveit, a protestánsok vitairatait, a mágiáról szóló könyveket, a vallással szemben „tiszteletlen” képeket és lenyomatokat. Gyakorlatilag ez úgy festett, hogy betiltották Bartolomé de Las Casas, Rabelais, Occam, Savonarola, Abelard, Dante, Thomas Moore, Hugo Grotius, Ovidius, Bacon, Kepler, Tycho de Brahe és sok más kiváló író és tudós műveit. Könyveik terjesztéséért, olvasásáért és őrzéséért az inkvizíció máglyahalált helyezett kilátásba.

### Az inkvizíció vége
Valamennyi inkvizíció közül  a spanyol inkvizíció ért véget utolsóként, 1834-ben.